# Ján Homér
Ján Homér (* 11. Dezember 1980 in der Tschechoslowakei) ist ein slowakischer Eishockeyspieler, der seit Mai 2014 bei HK Buran Woronesch in der Wysschaja Hockey-Liga unter Vertrag steht.

## Karriere
Ján Homér begann seine Karriere als Eishockeyspieler in der Jugend des HK Spartak Dubnica, für dessen Profimannschaft er von 1997 bis 1999 in der zweitklassigen 1. Liga aktiv war. Anschließend wechselte der Verteidiger zum tschechischen Erstligisten HC Zlín, für den er die folgenden vier Jahre in der tschechischen Extraliga verbrachte, während er parallel für den HC Prostějov in der 1. Liga auflief. 
Im Sommer 2003 kehrte Hómer in seine slowakische Heimat zurück, wo er in den folgenden sechs Jahren für den HC Dukla Trenčín in der Extraliga auf dem Eis stand, mit dem er in der Saison 2003/04 erstmals Slowakischer Meister wurde. Für die Saison 2009/10 erhielt der Linksschütze einen Vertrag beim amtierenden Meister HC Košice. Mit diesem gewann er 2010 und 2011 ebenfalls den Meistertitel.
In der Saison 2012/13 spielte Hómer für den HK Njoman Hrodna in der belarussischen Extraliga und gewann am Saisonende mit dem Klub die belarussische Meisterschaft. Anschließend wurde er vom HK Saryarka Karaganda aus der Wysschaja Hockey-Liga verpflichtet. Mit dem Klub aus Kasachstan gewann er 2014 die Meisterschaft dieser Spielklasse und wurde daraufhin im Mai 2014 vom HK Buran Woronesch unter Vertrag genommen.

## Erfolge und Auszeichnungen
- 2004 Slowakischer Meister mit dem HC Dukla Trenčín
- 2010 Slowakischer Meister mit dem HC Košice
- 2011 Slowakischer Meister mit dem HC Košice
- 2013 Belarussischer Meister mit dem HK Njoman Hrodna
- 2014 Gewinn des Bratina-Pokals mit dem HK Saryarka Karaganda